# Ophioglossum caroticaule
Ophioglossum caroticaule är en låsbräkenväxtart som beskrevs av J.E.Burrows. Ophioglossum caroticaule ingår i släktet ormtungor, och familjen låsbräkenväxter. Inga underarter finns listade i Catalogue of Life.